# Леонтьев, Владимир Александрович (спортсмен)
Владимир Александрович Леонтьев (род. 27 ноября 1985) — российский самбист и дзюдоист, призёр чемпионатов России по самбо и дзюдо, победитель и призёр розыгрышей Кубка России по самбо, чемпион Европы и мира по самбо, мастер спорта России. Тренировался под руководством П. В. Фунтикова и А. А. Боброва. В 2008 году Леонтьев стал серебряным призёром чемпионата страны по самбо. Это позволило ему принять участие в чемпионате Европы по самбо в Тбилиси, который состоялся в том же году. Леонтьев успешно выступил на чемпионате, став чемпионом Европы. В 2010 году Леонтьев стал серебряным призёром чемпионата страны по дзюдо.

## Национальные соревнования

### Самбо
- Чемпионат России по самбо 2006 года — ;
- Кубок России по самбо 2007 года — ;
- Чемпионат России по самбо 2008 года — ;
- Кубок России по самбо 2011 года — ;

### Дзюдо
- Чемпионат России по дзюдо 2010 года — .